# Seven and the Ragged Tiger
A Seven and the Ragged Tiger a brit Duran Duran harmadik stúdióalbuma, amit 1983 novemberében adtak ki. Ez volt ez együttes első és egyben utolsó albuma Angliában, amely elérte az albumlista élét és egyben az együttes utolsó albuma az eredeti felállásban a 2004-es Astronautig.
Az EMI újra kiadta az albumot 2010-ben. Egy két-CD-s digitális kiadásban és egy három CD/DVD-s kiadásban.

## Az album felvétele
1983 májusában kezdte el írni az együttes az albumot Cannes közelében, dél-Franciaországban Ian Little producerrel. Az együttesnek nehezére esett itt az írás, de a számok nagy részét mégis Franciaországban írták meg. Több számot itt be is fejeztek köztük a "Seven and the Ragged Tiger"-t, amiről végül az album a nevét is kapta. A végül soha hivatalosan ki nem adott The Seventh Stranger szám demó verziója is itt készült. A dal azóta kiszivárgott (nem túl jó minőségben). Jó minőségű felvétel létezése a számhoz nem ismert. 
Az együttes Montserrat szigetén kezdte el felvenni a számokat májusban a George Martin's Air Studios-ban. A felvétel ideje alatt Ian Little-höz csatlakozott a tapasztaltabb producer Alex Sadkin. Öt hetet töltött az együttes a szigeten. Az egyik szám felvétele közben Nick Rhodes összeesett és kórházba kellett szállítani. Későbbi sajtóhírek szerint ennek oka tachycardia (túl gyors szívverés) lehetett. 
Kötelezettségeik miatt vissza kellett térniük Angliába júliusban, hogy fellépjenek Károly herceg és Diana hercegné előtt a Villa Parkban. Később kiderült, hogy az IRA (Ír Köztársasági Hadsereg) el akart helyezni egy bombát a stadionban, hogy Károly és Diana megsérüljön. A támadást hamar meghiúsították.
Ebben az időszakban nevezte Diana hercegné a kedvenc együttesének a Duran Durant. Az újra Angliában eltöltött időben Londonban dolgoztak egy stúdióban, majd a nyáron visszatértek Montserratra.
A szigeten eltöltött elszigetelt idő után Sydneybe költöztették a projektet augusztus végén. A 301 Studiosban folytatták a munkát. John Taylor ebben az időszakban összeveszett Alex Sadkinnel az album túl hosszan tartó keveréséről. Ez lehetett a későbbi Power Station mellékprojekt első számú oka, ami végül 1985-ben valósult meg.
Az album borítója az új-dél-walesi állami könyvtár lépcsőjén készült.

## Kiadás, népszerűsítés és a turné
Az együttes Ausztráliában maradt megkezdeni a Sing Blue Silver turnéjukat. 1983 novemberében léptek fel először a National Indoor Sports Centerben Canberrában. A koncertezés megkezdése előtt Sydney közelében elkezdték forgatni a videóklipet az első kislemezhez, a Union of the Snakehez, Simon Milne rendezővel. 24 órával az EMI-nek való átadás időpontja előtt Nick Rhodes és Simon Le Bon egy teljes éjszakát dolgozott át az írás befejezésének érdekében. Októberben az együttes befejezte a Union of the Snake forgatását, majd egy héttel a kislemez kiadása előtt megjelent az MTV-n.
Az album világszerte egyidejűleg november 21-én jelent meg. Az album az első helyen debütált az angliai slágerlistákon (az eddigi egyetlen ilyen Duran Duran-album - 2021. szeptember) és egy héttel a megjelenés után már el is érte a platina (1 millió feletti eladási szám) státuszt. Ezen kívül elérte a 8. helyet az Egyesült Államokban, ahol 1984 januárjára lett platinalemez, nem sokkal később pedig duplaplatina.
A következő kislemez az albumról New Moon on Monday címmel jelent meg 1984 januárjában. 1984 februárjában pedig a Rolling Stone magazin címlapjára kerültek, majd két Grammy-díjat nyertek.
Egy Nile Rodgers The Reflex remixet áprilisban adtak ki, ami az együttes második első helyezett kislemeze lett (négy hétig) és az első az Egyesült Államokban (két hetet töltött a Billboard Hot 100 első helyén).
1984 első négy hónapjában világszerte turnézott az együttes és nagy arénákban lépett fel. Egy dokumentumfilm is készült a turnéról Sing Blue Silver címmel. Az Arena címet kapó koncertfelvételeket tartalmazó albumot is szintén ez alatt a turné alatt vették fel. A koncertfelvételt jelölték az MTV Zenei Videó díj a Legjobb színpadi teljesítményért díjra (de második lett Van Halen Jumpja mögött).

## Számlista
Minden dal szerzője a Duran Duran.
| 1. | The Reflex                               | 5:29 |
| 2. | New Moon on Monday                       | 4:16 |
| 3. | (I'm Looking For) Cracks in the Pavement | 3:38 |
| 4. | I Take the Dice                          | 3:18 |
| 5. | Of Crime and Passion                     | 3:50 |
| 6. | Union of the Snake                       | 4:20 |
| 7. | Shadows on Your Side                     | 4:03 |
| 8. | Tiger Tiger                              | 3:20 |
| 9. | The Seventh Stranger                     | 5:24 |

| 1.  | The Reflex                                                                   | 5:29 |
| 2.  | New Moon on Monday                                                           | 4:16 |
| 3.  | (I'm Looking For) Cracks in the Pavement                                     | 3:38 |
| 4.  | I Take the Dice                                                              | 3:18 |
| 5.  | Of Crime and Passion                                                         | 3:50 |
| 6.  | Union of the Snake                                                           | 4:20 |
| 7.  | Shadows on Your Side                                                         | 4:03 |
| 8.  | Tiger Tiger                                                                  | 3:20 |
| 9.  | The Seventh Stranger                                                         | 5:24 |
| 10. | Is There Something I Should Know?                                            | 4:12 |
| 11. | Faith in This Colour                                                         | 4:07 |
| 12. | Faith in This Colour (Alternate Slow Mix)                                    | 4:10 |
| 13. | Secret Oktober                                                               | 2:50 |
| 14. | Tiger Tiger (Ian Little Remix)                                               | 3:31 |
| 15. | The Reflex (Single Version)                                                  | 4:27 |
| 16. | Make Me Smile (Come Up and See Me)                                           | 5:01 |
| 17. | New Religion ((koncertfelvétel: LA Forum, Los Angeles, CA, 1984. január 9.)) | 5:49 |
| 18. | The Reflex ((koncertfelvétel: LA Forum, Los Angeles, CA, 1984. január 9.))   | 6:03 |
| 19. | Is There Something I Should Know? (Monster Mix)                              | 6:44 |
| 20. | Union of the Snake (The Monkey Mix)                                          | 6:30 |
| 21. | New Moon on Monday (Dance Mix)                                               | 6:06 |
| 22. | The Reflex (Dance Mix)                                                       | 6:37 |

| 1.  | Intro: Tiger Tiger                |  |
| 2.  | Is There Something I Should Know? |  |
| 3.  | Hungry Like the Wolf              |  |
| 4.  | Union of the Snake                |  |
| 5.  | New Religion                      |  |
| 6.  | Save a Prayer                     |  |
| 7.  | Rio                               |  |
| 8.  | The Seventh Stranger              |  |
| 9.  | The Chauffeur                     |  |
| 10. | Planet Earth                      |  |
| 11. | Careless Memories                 |  |
| 12. | Girls on Film                     |  |

## Kislemezek
| Év   | Cím                | Slágerlisták | Slágerlisták |
| Év   | Cím                | UK           | US           |
| ---- | ------------------ | ------------ | ------------ |
| 1983 | Union of the Snake | 3            | 3            |
| 1984 | New Moon on Monday | 9            | 10           |
| 1984 | The Reflex         | 1            | 1            |

## Előadók
Duran Duran
- Simon Le Bon – Ének
- Nick Rhodes – Billentyűk
- Andy Taylor – Gitár
- John Taylor – Basszusgitár
- Roger Taylor – Dobok

Egyéb előadók az albumról
- Andy Hamilton – Szoprán- és tenorszaxofon
- Raphael DeJesus – Ütőhangszerek
- Mark Kennedy – Ütőhangszerek
- Michelle Cobbs – További vokálok
- BJ Nelson – További vokálok

Gyártás
- Alex Sadkin - producer
- Ian Little - producer
- Duran Duran - producerek
- Peter Schwier - hangmérnök
- Phil Thornalley - hangmérnök és keverés

## Slágerlisták
| Slágerlista (1983-1984)                | Legmagasabb pozíció |
| -------------------------------------- | ------------------- |
| Ausztrál Albumok (Kent Music Report)   | 2                   |
| Osztrák Albumok (Ö3 Austria)           | 11                  |
| Canada Top Albums/CDs (RPM)            | 7                   |
| Holland Albumok (Album Top 100)        | 1                   |
| Európai Albumok (Music & Media)        | 8                   |
| Finn Albumok (Suomen virallinen lista) | 3                   |
| Francia Albumok (SNEP)                 | 20                  |
| Német Albumok (Offizielle Top 100)     | 17                  |
| Új-Zéland-i Albumok (RMNZ)             | 11                  |
| Norvég Albumok (VG-lista)              | 14                  |
| Svéd Albumok (Sverigetopplistan)       | 19                  |
| Svájci Albumok (Schweizer Hitparade)   | 16                  |
| UK Albums (OCC)                        | 1                   |
| US Billboard 200                       | 8                   |

| Év   | Slágerlista                         | Legmagasabb pozíció |
| ---- | ----------------------------------- | ------------------- |
| 1983 | UK Albums (OCC)                     | 24                  |
| 1984 | Canada Top Albums/CDs (RPM)         | 15                  |
| 1984 | Holland Albumok (MegaCharts)        | 7                   |
| 1984 | Némezt Albumok (Offizielle Top 100) | 37                  |
| 1984 | Új-Zéland-i Albumok (RMNZ)          | 18                  |
| 1984 | US Billboard 200                    | 10                  |

## Minősítések
| Régió                          | Minősítés  | Darabszám |
| ------------------------------ | ---------- | --------- |
| Kanada (Music Canada)          | 3× Platina | 300,000   |
| Finnország (Musiikkituottajat) | Arany      | 25,000    |
| Hollandia (NVPI)               | Arany      | 50,000    |
| Új-Zéland (RMNZ)               | Platina    | 15,000    |
| Svájc (IFPI Switzerland)       | Arany      | 25,000    |
| Egyesült Királyság (BPI)       | Platina    | 300,000   |
| Egyesült Államok (RIAA)        | 2× Platina | 2,000,000 |

## Kiadások
A Discogs adatai alapján.
| Régió                                 | Év   | Formátum                | Kiadó                                      |
| ------------------------------------- | ---- | ----------------------- | ------------------------------------------ |
| Világszerte                           | 1983 | Kazetta, Album          | EMI                                        |
| Egyesült Államok, Kanada              | 1983 | Kazetta, Album          | Capitol Records                            |
| Szaúd-Arábia (nem hivatalos)          | 1983 | Kazetta, Album          | IMD                                        |
| Brazília                              | 1983 | Kazetta, Album          | Harvest                                    |
| Világszerte                           | 1984 | Kazetta, Album          | EMI, Capitol, Jugoton, Oasis Records, MOOB |
| Japán                                 | 1989 | CD, Album, RE           | EMI                                        |
| Mexikó                                | 1992 | CD, Album               | EMI, Capitol Records                       |
| Egyesült Királyság, Európa, Szingapúr | 1993 | CD, Album, Kazetta      | Parlophone                                 |
| Világszerte                           | 2003 | CD, Album, RE           | EMI, Capitol Records                       |
| Japán                                 | 2005 | CD, Album, RE           | EMI                                        |
| Világszerte                           | 2010 | CD, Album, RE, DVD, 12" | EMI, Parlophone                            |
| Japán                                 | 2014 | CD, Album, RE           | Parlophone                                 |
| Egyesült Államok                      | 2015 | CD, Album, RE           | Parlophone                                 |

## Fordítás
Ez a szócikk részben vagy egészben  a   Seven and the Ragged Tiger című angol Wikipédia-szócikk ezen változatának fordításán alapul.  Az eredeti cikk szerkesztőit annak laptörténete sorolja fel. Ez a jelzés csupán a megfogalmazás eredetét és a szerzői jogokat jelzi, nem szolgál a cikkben szereplő információk forrásmegjelöléseként.